# Bart the Genius
«Bart the Genius», llamado «Bart, el genio» en España y «Bart es un genio» en Hispanoamérica es el segundo episodio de la primera temporada de la serie animada de televisión Los Simpson, emitido originalmente el 14 de enero de 1990. Fue el primero escrito por Jon Vitti y dirigido por David Silverman. También fue el primer episodio de la serie que tuvo una introducción y el primero en contar con una estrella invitada. En el capítulo, Bart Simpson experimenta una vida como genio luego de hacer trampa en un test de inteligencia. Al haber sido el segundo episodio en producirse, luego de la mala calidad de la animación de «Some Enchanted Evening», el futuro de la serie dependió de este episodio. La animación fue más aceptable, por lo que el programa continuó emitiéndose.

## Sinopsis
El episodio comienza con una escena en la que Maggie está construyendo una torre con cubos alfabéticos, después de colocar el sexto el bebé admira su creación, los cubos forman las letras: EMCSQU, que es una representación de la famosa ecuación E=mc² (EMC SQU=abreviatura del inglés squared, que significa al cuadrado). Mientras tanto, la familia Simpson juega Scrabble para ayudar a Bart a prepararse para un examen de inteligencia que tendría al día siguiente en la escuela. Sin tomar el juego en serio, Bart coloca sus letras sin un orden particular, inventando la palabra "Kwyjibo". Homer comienza a perseguirlo por la casa, enfurecido, ya que se da cuenta de que la explicación que Bart hace se refiere a él.
Al día siguiente, en la escuela, cuando Bart se ve en problemas con la prueba, la intercambia con la de Martin Prince, un alumno muy inteligente. En un encuentro con los padres de Bart luego de la escuela para discutir su comportamiento, el psiquiatra de la Escuela Primaria de Springfield, el Dr. J. Loren Pyror, identifica a Bart como un genio basándose en los resultados de la prueba, en la que reveló un cociente intelectual de 216, que Homer al verlo al revés piensa que es 912. Homer, Marge, y el director Skinner se sorprenden ante este hecho, pero se ven encantados de anotar a Bart en una escuela para niños superdotados. Sólo Lisa se niega a creer que Bart pudiese ser un genio. 
En la nueva escuela, Bart es intimidado por los demás alumnos, quienes estudian temas muy avanzados, no comparten sus intereses, y se muestran recelosos ante él. Usan su conocimiento mayor de diferentes sistemas de medidas para engañar a Bart y despojarlo de su almuerzo. Homer aprecia más que nunca a su hijo, por lo que demuestra un interés mayor en pasar tiempo con él. Ambos comparten el odio por la ópera a la que Marge los obliga a ir. Luego de que Bart visita su antigua escuela, en donde es rechazado por sus amigos por considerarse demasiado inteligente, se prepara para confesar su trampa, pero decide aplazarlo ante la oportunidad de jugar con Homer. 
Luego de que el proyecto de ciencia de Bart explota, le dice al Dr. Pyror que quiere regresar a su antigua escuela, para estudiar el comportamiento de los niños promedio. Luego de un frustrante intento de escribir una propuesta para su experimento, confiesa que había hecho trampa en la prueba. En su casa, esa noche, Homer ayuda a Bart a bañarse y el niño le dice la verdad. Añade que había disfrutado las semanas que habían pasado juntos, ya que él y Homer habían estado más cerca que nunca. Homer vuelve a estar furioso, y persigue a Bart por las escaleras. Marge y Lisa los observan, y Lisa dice "Creo que Bart ya ha vuelto a ser estúpido".

## Producción
El concepto del episodio fue desarrollado por el guionista Jon Vitti, quien escribió una larga lista de cosas malas que Bart podría hacer e imaginó sus consecuencias potenciales. La única idea que podría desembocar en un episodio interesante fue la de Bart haciendo trampa en un examen para calcular su cociente intelectual. Esta idea estuvo basada en un incidente de la infancia de Vitti, cuando un número de compañeros de clase no tomaron en serio un test de inteligencia y sufrieron consecuencias académicas debido a lo sucedido. Ya que Bart no era inteligente, Vitti revirtió el problema para este episodio. Vitti usó todos sus recuerdos como estudiante de escuela primaria para producir un borrador del guion de 71 páginas, en el cual se excedía el límite de 45. Fue el primer guion de Vitti para un programa de televisión de treinta minutos de duración. La escena en que la familia juega Scrabble se inspiró en la caricatura de 1985 The Big Snit.
El director David Silverman tuvo dificultades para idear una tabla de Scrabble legible para la primera escena en la cual los Simpson sólo hubiesen podido escribir palabras simples. El diseño de la visualización del problema matemático de Bart fue parcialmente inspirado por el arte de Saul Steinberg. La aparición que números en la secuencia derivó del uso por parte de Silverman de una táctica similar en la obra The Adding Machine. La escena en la que Bart escribe su confesión fue realizada para balancear las escenas más cortas, presentes a lo largo del episodio. Fue animado en Estados Unidos por Dan Haskett. Hubo algunos problemas con la animación final del episodio. La banana en la primera escena fue coloreada de manera incorrecta, ya que los animadores coreanos estaban poco familiarizados con la fruta, y la escena final de la bañera fue particularmente problemática, incluyendo complicaciones con la sincronización del movimiento de los labios. La versión en el episodio emitido fue la mejor de varios intentos.
El episodio fue el primero en tener una secuencia de presentación completa, incluyendo el gag de la pizarra y el gag del sofá. Matt Groening aumentó la duración de la secuencia para acortar la animación necesaria para cada episodio, pero ideó dos gags en compensación por el material repetido cada semana. Groening, quien no le había prestado mucha atención a la televisión desde su infancia, no sabía que las presentaciones de tal longitud eran poco comunes en aquella época. A medida que los episodios producidos eran más largos, el equipo de producción fue volviéndose más reticente a acortar las historias para permitir la secuencia larga, por lo que se desarrollaron versiones más cortas. En el episodio, además, aparecieron por primera vez los personajes de Martin Prince y Edna Krabappel.